# Дзенцьоли-Бліжше
Дзенцьоли-Бліжше (пол. Dzięcioły Bliższe) — село в Польщі, у гміні Стердинь Соколовського повіту Мазовецького воєводства.
Населення — 142 особи (2011).
У 1975-1998 роках село належало до Седлецького воєводства.

## Демографія
Демографічна структура станом на 31 березня 2011 року:
|          | Загалом | Допрацездатний вік | Працездатний вік | Постпрацездатний вік |
| -------- | ------- | ------------------ | ---------------- | -------------------- |
| Чоловіки | 75      | 6                  | 53               | 16                   |
| Жінки    | 67      | 15                 | 30               | 22                   |
| Разом    | 142     | 21                 | 83               | 38                   |